# Сонни Кисс
Сонни Кисс (англ. Sonny Kiss, род. 11 декабря 1993 года) — американский рестлер, танцовщица и менеджер в рестлинге. В настоящее время выступает в All Elite Wrestling.

## Ранняя жизнь
Сонни Кисс родилась в Джерси-Сити, Нью-Джерси, имя при рождении Хассан. Отец Сонни имеет частично Средне Восточное происхождение, а мать афроамериканское и индейское. Она посещала среднюю школу искусств, где изучала танцы.

### Независимые компании и Lucha Underground (2011—2019)
Сонни Кисс дебютировала в качестве менеджера в ноябре 2011 года в возрасте 17 лет. В сентябре 2013 года она дебютировала на ринге в East Coast Pro Wrestling в Нью-Джерси. Позже она выступала в нескольких независимых рестлинг-промоушенах, таких как Full Impact Pro и Evolve.
27 июня 2018 года она дебютировала в Lucha Underground как XO Лишус, победив Джека Эванса. 8 августа 2018 года она объединилась с Ивелиссой, проиграв Джоуи Райану и Джеку Эвансу. 29 августа она выиграла матч-реванш против Джека Эванса. 29 сентября она провела свой первый титульный матч в команде с Ивелисс и Джоуи Райаном за титул чемпионов трио, проиграв «Племени рептилий» (Лучазавр, Дага и Кобра Мун). Через две недели трио проиграло «Племени кроликов» (Пол Лондон, Эль Банни и Белый Кролик). На Ultima Lucha Cuatro Кисс и Ивелисс боролись за титул трио с Сэмми Геварой в качестве третьего партнера. 10 октября 2018 года трио проиграло «Племени рептилий».

### All Elite Wrestling (2019—н.в.)
В феврале 2019 года было объявлено, что Сонни Кисс подписала контракт с All Elite Wrestling (AEW). На первом шоу AEW Double or Nothing Кисс участвовала в Casino Battle Royale, но была исключена Томми Дримером. 13 июля на Fight for the Fallen Кисс победила Питера Авалона. В марте 2020 года Кисс сформировала команду с Джоуи Джанелой. 15 июля на Fight for the Fallen Кисс бросила вызов Коди за титул чемпиона TNT AEW, но проиграла. 5 сентября на шоу All Out Кисс участвовала в Casino Battle Royale, где победил Брайан Кейдж. В октябре Кисс участвовала в турнире, чтобы определить претендента на титул чемпиона мира AEW, но была побеждена в первом раунде Кенни Омегой.

## Личная жизнь
По состоянию на 2020 год, Кисс идентифицирует гендернофлюидом и использует местоимения мужского и женского рода, хотя ранее идентифицировала себя исключительно как мужчину. Кисс заявила в о своем опыте в AEW: «Я нахожусь в женской раздевалке, но выступаю с мужчинами. Мне нравится, что AEW позволяет мне принять мою гендерную флюидность».
В ноябре 2020 года Кисс получила степень бакалавра наук по спортивной физиологии.
В подкасте AEW Unrestricted она описала себя как «ностальгирующего наркомана» и является поклонницей различных направлений поп-культуры 1990-х и начала 2000-х годов, связанных с модой, играми, телевидением и подростковыми фильмами, а также бойз-бэндов, девичьих групп и различных форм популярной музыки, таких как постгранж, UK Garage и хип-хоп. Она является поклонницей ню-метала, в первую очередь группы Limp Bizkit.

## Титулы и достижения
- American Championship Wrestling
  - ACE Fight Or Flight Champion (1 раз)[16]
- East Coast Professional Wrestling
  - East Coast Light Heavyweight Championship (1 раз)[17]
- Pro Wrestling Illustrated
  - № 164 в топ 500 рестлеров в рейтинге PWI 500 в 2020[18]
- Tier 1 Wrestling
  - Tier 1 Championship (1 раз)[19]
- Warriors of Wrestling
  - WOW No Limits Championship (1 раз)[20]
  - WOW Heavyweight Championship (1 раз)[21]
  - King of New York (2018)